# Krumsín
Krumsín är en ort i Tjeckien.   Den ligger i regionen Olomouc, i den östra delen av landet, 200 km öster om huvudstaden Prag. Krumsín ligger 315 meter över havet och antalet invånare är 627.
Terrängen runt Krumsín är platt åt nordost, men åt sydväst är den kuperad. Runt Krumsín är det ganska tätbefolkat, med 100 invånare per kvadratkilometer. Närmaste större samhälle är Prostějov, 8,5 km öster om Krumsín. I omgivningarna runt Krumsín växer i huvudsak blandskog.